# Колежки секретар
Коле́жки секретар (на руски: Коллежский секретарь) е цивилен (граждански) чин от X клас съгласно Таблицата на ранговете в Руската империя; секретар на някоя от колегиите.
До 1884 г. чинът колежки секретар съответства на армейските чинове щабен капитан и щабен ротмистър, лейтенант от флота и казашки подесаул.
След 1884 г. чинът колежки секретар съответства на чиновете: армейски и кавалерийски поручик, казашки стотник и флотен мичман. 
| Таблица на ранговете          |                  |                               |
| Младши чин Губернски секретар | Колежки секретар | Старши чин Титулярен съветник |

Петлиците или пагоните на чиновника имали три звезди с диаметър 11,2 mm в един прорез, там била прикрепена и емблемата на служебното ведомство. Този чин просъществува до рухването на Руската империя в хода на Октомврийската революция през 1917 г.
Лицата, които са я заемали, са заемали ниски ръководни длъжности. Обръщението към лице в чин колежки секретар е „Ваше благородие“.

## Известни колежки секретари
- Александър Пушкин
- Иван Тургенев
- Иля Илич Обломов – от романа „Обломов“ на Иван Гончаров
- Альона Ивановна – от романа „Престъпление и наказание“ на руския писател Фьодор Достоевски
- Коробочка Настасья Петровна— от романа „Мъртви души“ на руския писател Николай Гогол[6][7][8]